# Quisumbingia
Quisumbingia là chi thực vật có hoa trong họ Apocynaceae.